# 祭城站
祭城站是郑州地铁5号线的地铁车站，位于中华人民共和国河南省郑州市郑东新区（行政区划属金水区）陈庄街与盛和街交叉口，于2019年5月20日随郑州地铁5号线开通运营而启用。

## 车站结构
祭城站的主体结构位于盛和街地下，呈东西向布置，为地下二层车站。其中B1層為站厅层，B2層為站台层。
| 1F  | 地面     | 所有出入口                                               |
| B1F | 站厅     | 客服中心、自动售票机、行李检查、闸机、车站控制室、警务室 |
| B2F | █ 5号线  | 外环方向（儿童医院）                                     |
| B2F | 岛式站台 | 至站厅                                                   |
| B2F | █ 5号线  | 内环方向（金水东路）                                     |

### 站厅
祭城站的站厅位于B1层，设有客服中心、自动售票机、行李检查等设施。站厅由闸机和栏杆分隔为付费区和非付费区，付费区内设有自动扶梯、步梯和无障碍电梯连接站台层。车站控制室设于站厅西端近C口通道处，站厅非付费区近A口通道处设有卫生间和母婴室。

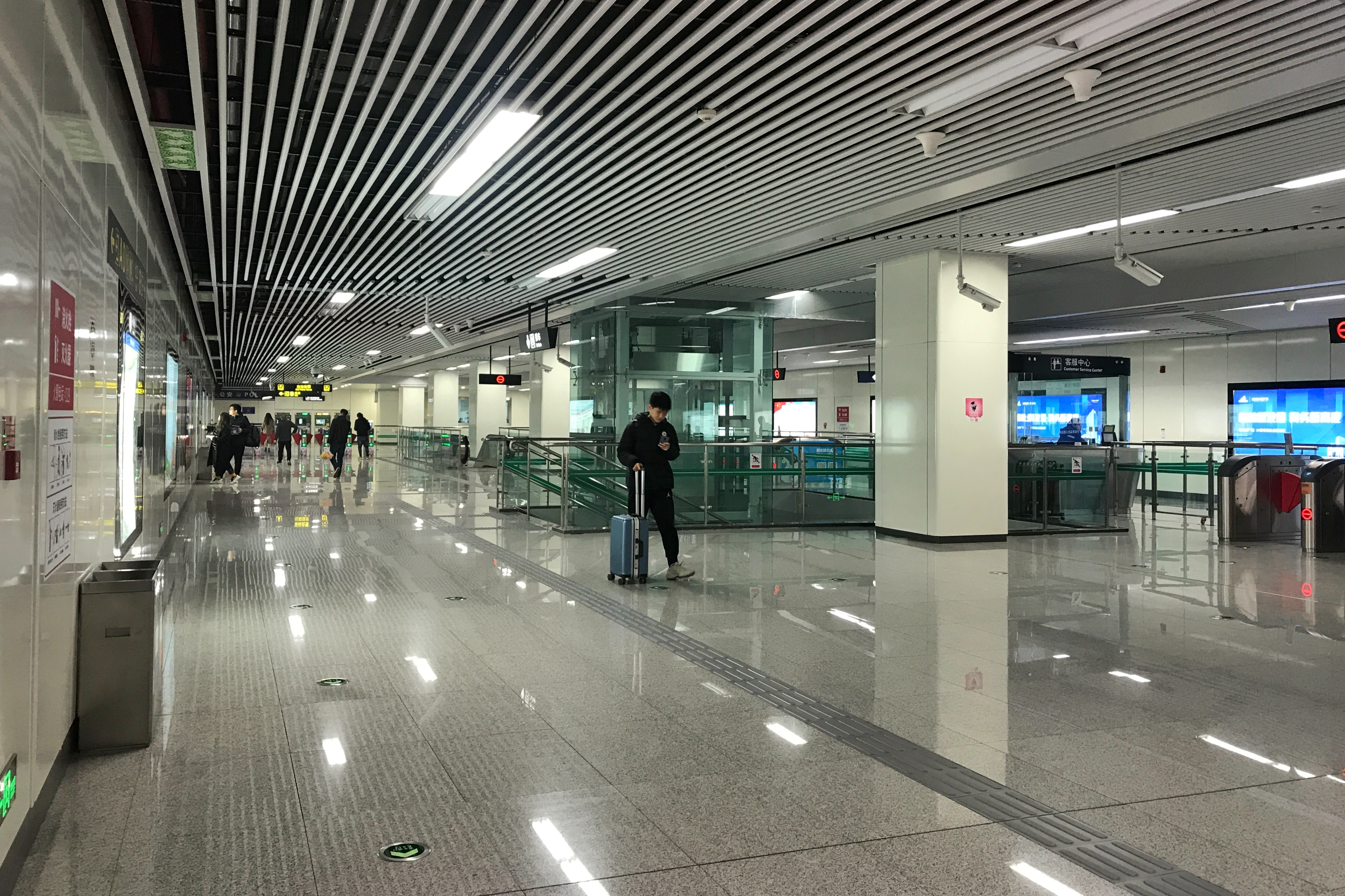
站厅

### 站台
祭城站设一座岛式站台，位于B2层，安装有高站台门。站台呈东西向，北侧站台面由5号线外环方向的列车使用，南侧站台面由5号线内环方向的列车使用。

### 出入口
祭城站目前开通A、B、D共3个出入口，连接地面和站厅非付费区。其中A口位于陈庄街和盛和街交叉路口的东南角近祭城集贸市场处，B口位于路口以西的盛和街南侧，D口位于路口东北角。A口设有无障碍电梯。
该站已开通的各出入口信息如下表所示。
| 盛和街熊儿河路 | 盛和街熊儿河路 | 盛和街熊儿河路 | 盛和街熊儿河路 | 盛和街熊儿河路 |
| 编号           | 路线           | 路线           | 路线           | 备注           |
| -------------- | -------------- | -------------- | -------------- | -------------- |
| S177           | 会展中心外环   | ⇆              | 北三环行健街   |                |

| 祭城站地铁D口 | 祭城站地铁D口 | 祭城站地铁D口 | 祭城站地铁D口 | 祭城站地铁D口 |
| 编号          | 路线          | 路线          | 路线          | 备注          |
| ------------- | ------------- | ------------- | ------------- | ------------- |
| S177          | 会展中心外环  | ⇆             | 北三环行健街  |               |

## 周边主要地点
该站周边以居民区为主，主要地点包括：
- 祭城社区
- 金庄社区
- 祭城集贸市场
- 祭城社区卫生服务中心（原祭城医院）
- 建业LAVIE半英里